# Ulster-Scots Agency
Die Ulster-Scots Agency (Ulster Scots: Tha Boord o Ulstèr-Scotch, andere Varianten sind: Tha Ulstèr-Scotch Agentrie und The Ulster-Scots Agentrie) ist eine grenzüberschreitende Körperschaft in Nordirland und Irland, deren Aufgabe es ist, die Förderung, Erforschung und Konservierung sowie Entwicklung des Ulster Scots als lebende Sprache zu unterstützen. Sie soll weiterhin die gesamte Bandbreite der Ulster-Scots-Kultur fördern und bei deren Entwicklung helfen.

## Aufgaben
Die Institution ist eine von zwei Agenturen der nord-südlichen Sprachbehörde (North/South Language Body), die als grenzüberschreitende Körperschaft unter den Bedingungen des Karfreitagsabkommens vereinbart wurde, mit der Aufgabe, die Sprachen, die auf der irischen Insel gesprochen werden zu fördern. Foras na Gaeilge ist das Gegenstück und fördert die irische Sprache.
- Veröffentlichungen eines Sprachbriefs mit dem Namen "The Ulster-Scot" als Beilage des "Belfast News Letter" (kostenfrei)
- Unterstützung der Schulen mit Unterrichtsmaterialien und Sprachkursen
- Unterstützung und Förderung von Projekten im Bereich der Ulster-Scots-Sprache und -Kultur